# Kornwerderzand
Kornwerderzand (westfriesisch Koarnwertersân; deutsch Kornwerdersand) ist ursprünglich der Name einer „Arbeitsinsel“, die angelegt wurde, bevor in den Niederlanden der Abschlussdeich zwischen der damaligen Zuiderzee und der Nordsee ab 1927 gebaut und 1932 fertiggestellt wurde.
Der Name bezieht sich auf das am friesischen Ufer des heutigen IJsselmeeres gelegene Dorf Kornwerd.
Heute ist Kornwerderzand an das friesische Festland angebunden, zählt momentan keine Einwohner (Stand: 1. Januar 2024), und ist Teil der Gemeinde Súdwest-Fryslân. Hier befinden sich Schifffahrts- und Auslass-Schleusen (Lorentzsluizen), die das jetzige IJsselmeer mit der Nordsee verbinden, und umfangreiche Festungsanlagen aus dem Zweiten Weltkrieg (Teil der Festung Holland), bestehend aus 17 Kasematten und drei Bunkern.

## Festungsanlagen
1931 wurde mit dem Bau der Kasematten begonnen, die im April 1934 bezogen werden konnten. 1939 wurden die Stellungen in Kornwerderzand mit 220 niederländischen Soldaten besetzt. Am 10. Mai 1940 drangen die Deutschen in die Niederlande ein. Am 13. Mai 1940 konnten die Niederländer ein deutsches Vordringen bei Kornwerderzand verhindern. Nach dem Bombenangriff auf Rotterdam kapitulierten die Niederländer jedoch und übergaben die Kasematten in Kornwerderzand am 14. Mai 1940 an die Wehrmacht. 1943 bauten die deutschen Besatzer drei weitere Bunker (Bunker 18, 19 und 20).
Nach dem Zweiten Weltkrieg wurden die Kasematten nicht mehr benötigt und zunächst dem Verfall preisgegeben. Mit Hilfe einer Stiftung und dem Einsatz ehrenamtlicher Helfer konnten die Festungsanlagen Ende des 20. Jahrhunderts in Teilen in den Ursprungszustand versetzt werden.
Heute sind sechs Kasematten und einer der Bunker für Besucher zugänglich. Zu besichtigen sind die Aggregat-Kasematte, die Küchen-Kasematte XIV, die Kommando-Kasematte IV, die Mitrailleur-Kasematte V, die Kanonenkasematte VI, die Scheinwerferkasematte VII und der deutsche Bunker 18.

## Tidesperrwerk
Das Tidesperrwerk Lorentzsluizen ist 1933 in Betrieb genommen worden und hat heute den Status eines Kulturdenkmals (Rijksmonument). Es ist nach dem Leiter der Vorstudien zum Bau des Abschlussdeiches, dem Physiker Hendrik Lorentz, benannt. Die fünffeldrigen Sielanlagen sorgen, neben dem anderen Tidesperrwerk Stevinsluizen bei Den Oever, mit einem mittleren Durchfluss von rund 220 m³/s für die Entwässerung des IJsselmeeres in die Nordsee. Sie nehmen damit den vierten Rang unter den fünf Mündungspunkten des Rhein-Systems ein.

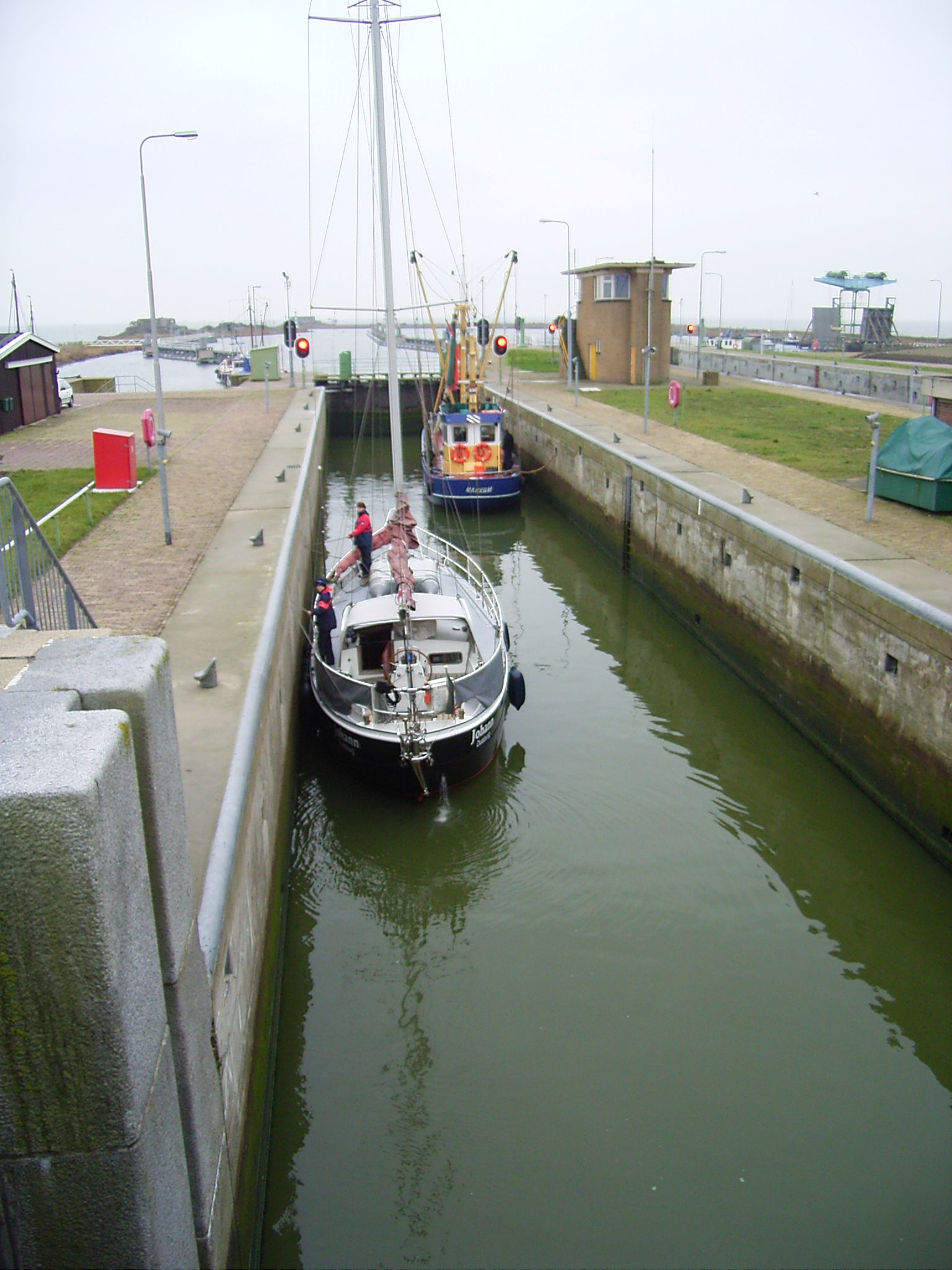
Durchfahrt zum IJsselmeer (Lorentzsluizen)
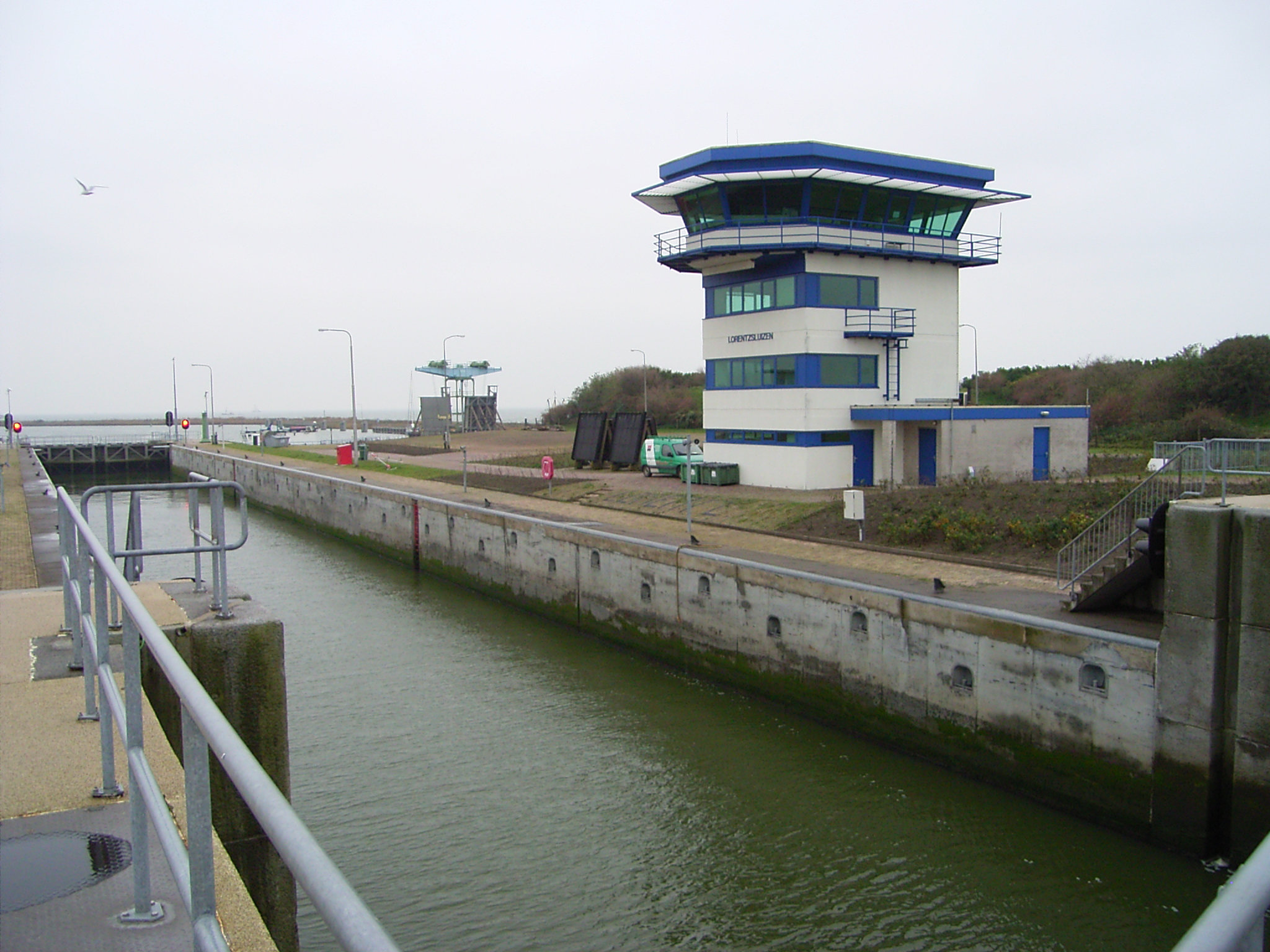
Das moderne Schleusenhaus (Lorentzsluizen)
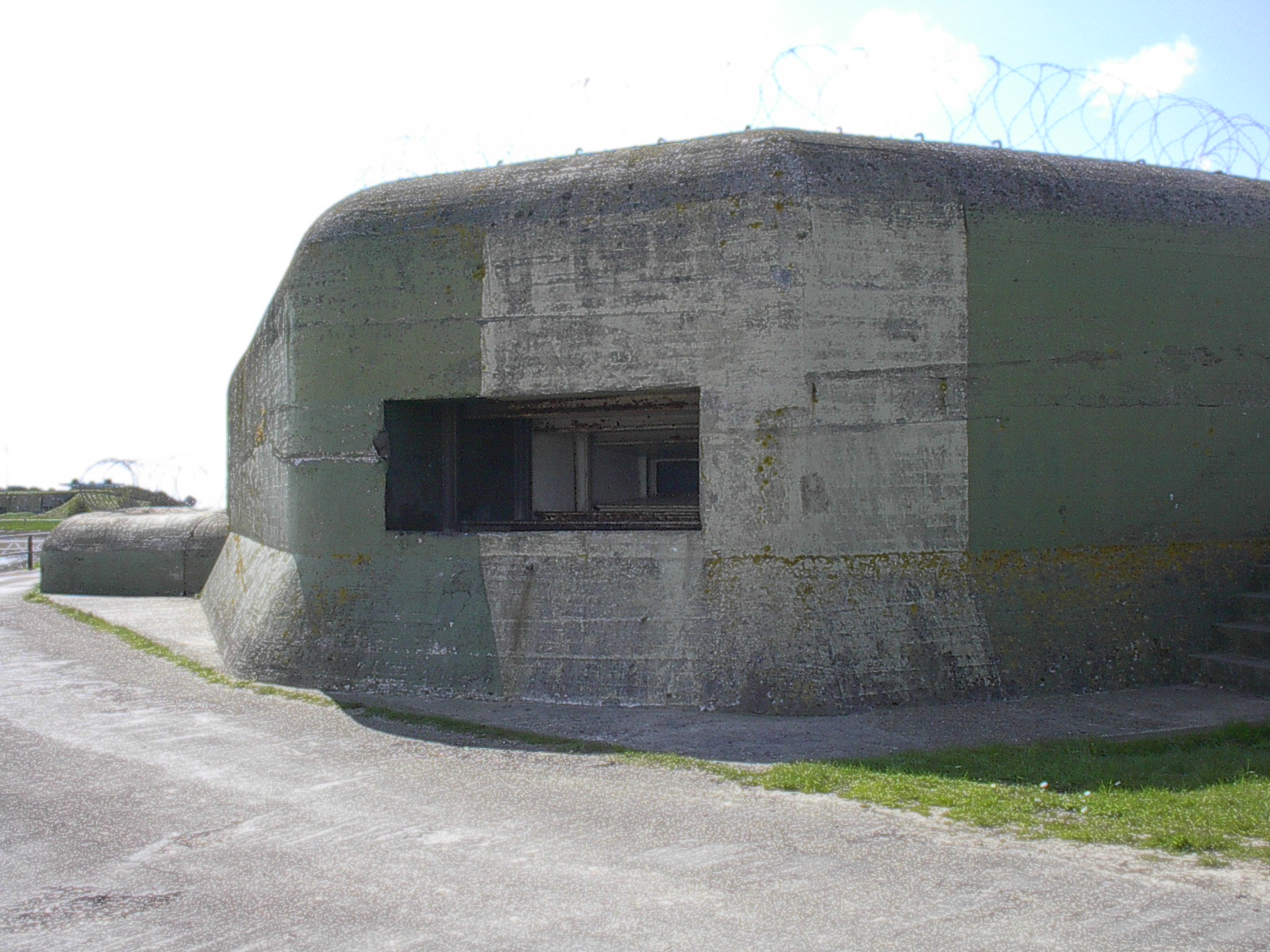
Bunker auf Kornwerderzand